# Lysandra punctifera
Lysandra punctifera är en fjärilsart som beskrevs av Charles Oberthür 1876. Lysandra punctifera ingår i släktet Lysandra och familjen juvelvingar. Inga underarter finns listade i Catalogue of Life.